# Hluboká nad Vltavou
Pour les articles homonymes, voir Hluboká.
Hluboká nad Vltavou (en allemand : Frauenberg) est une ville du district de České Budějovice, dans la région de Bohême-du-Sud, en Tchéquie. Sa population s'élevait à 5 597 habitants en 2024.

## Géographie
Hluboká nad Vltavou est arrosée par la Vltava et se trouve à 10 km au nord-nord-ouest de České Budějovice et à 114 km au sud de Prague.
La commune est limitée par Temelín et Žimutice au nord, par Dolní Bukovsko, Drahotěšice, Vlkov, Hosín et Hrdějovice à l'est, par České Budějovice au sud et par Dasný, Zliv, Zahájí et Olešník à l'ouest.

## Histoire
L'ancien château royal de Froburg (à l'origine Wroburch), construit au XIIIe siècle, est mentionné dans un document de 1378.
Il doit son apparence actuelle au prince Johann Adam von Schwarzenberg qui le fit reconstruire entre 1841 et 1871, en suivant l'exemple néogothique du château de Windsor.
En 1742, durant la guerre de Succession d'Autriche, le château et la ville occupés par les troupes françaises sont assiégés.

## Administration
La commune se compose de onze sections :
- Hluboká nad Vltavou
- Bavorovice
- Buzkov
- Hroznějovice
- Jaroslavice
- Jeznice
- Kostelec
- Líšnice
- Munice
- Poněšice
- Purkarec

## Galerie

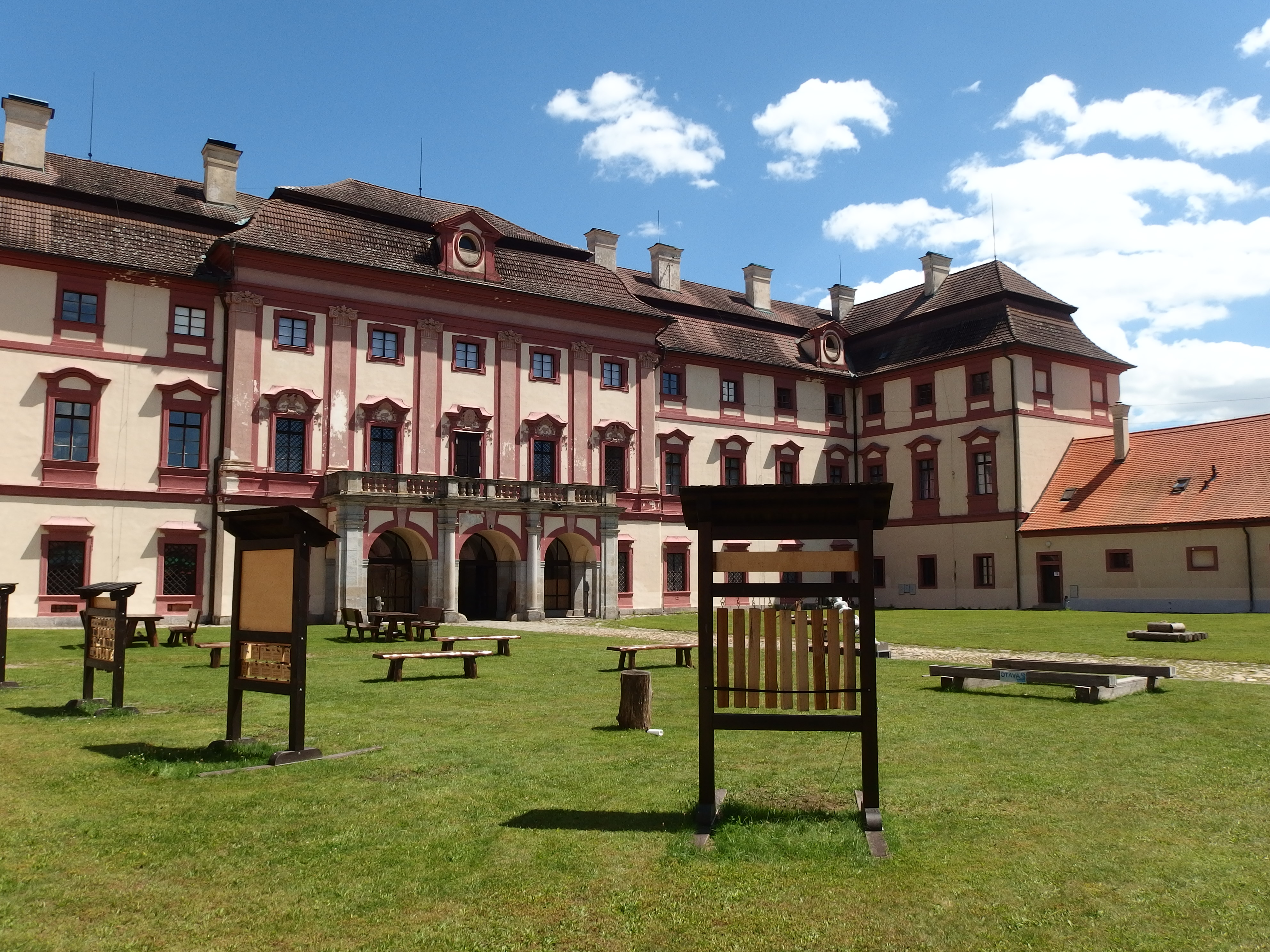
Château Ohrada.
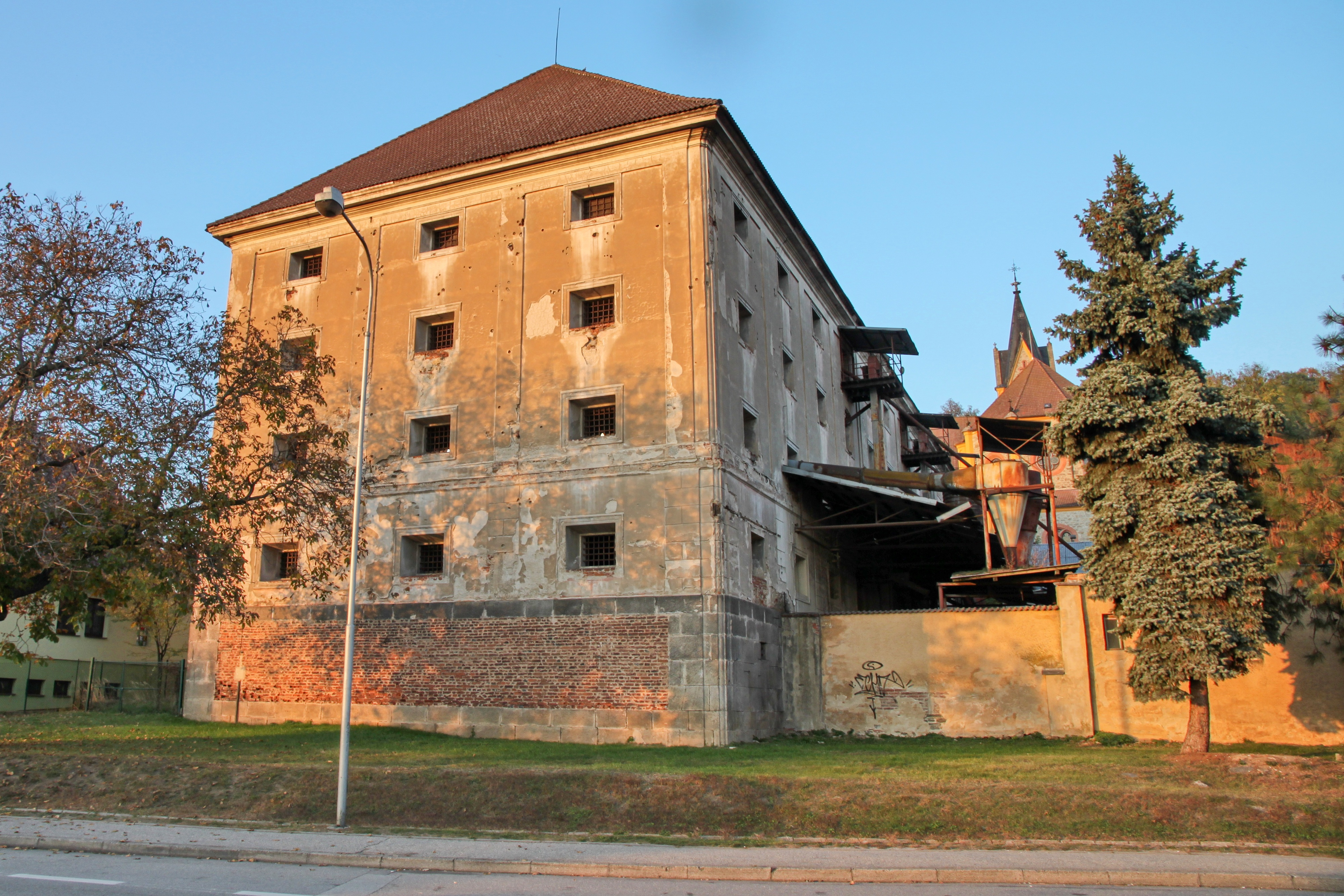
Grenier baroque.

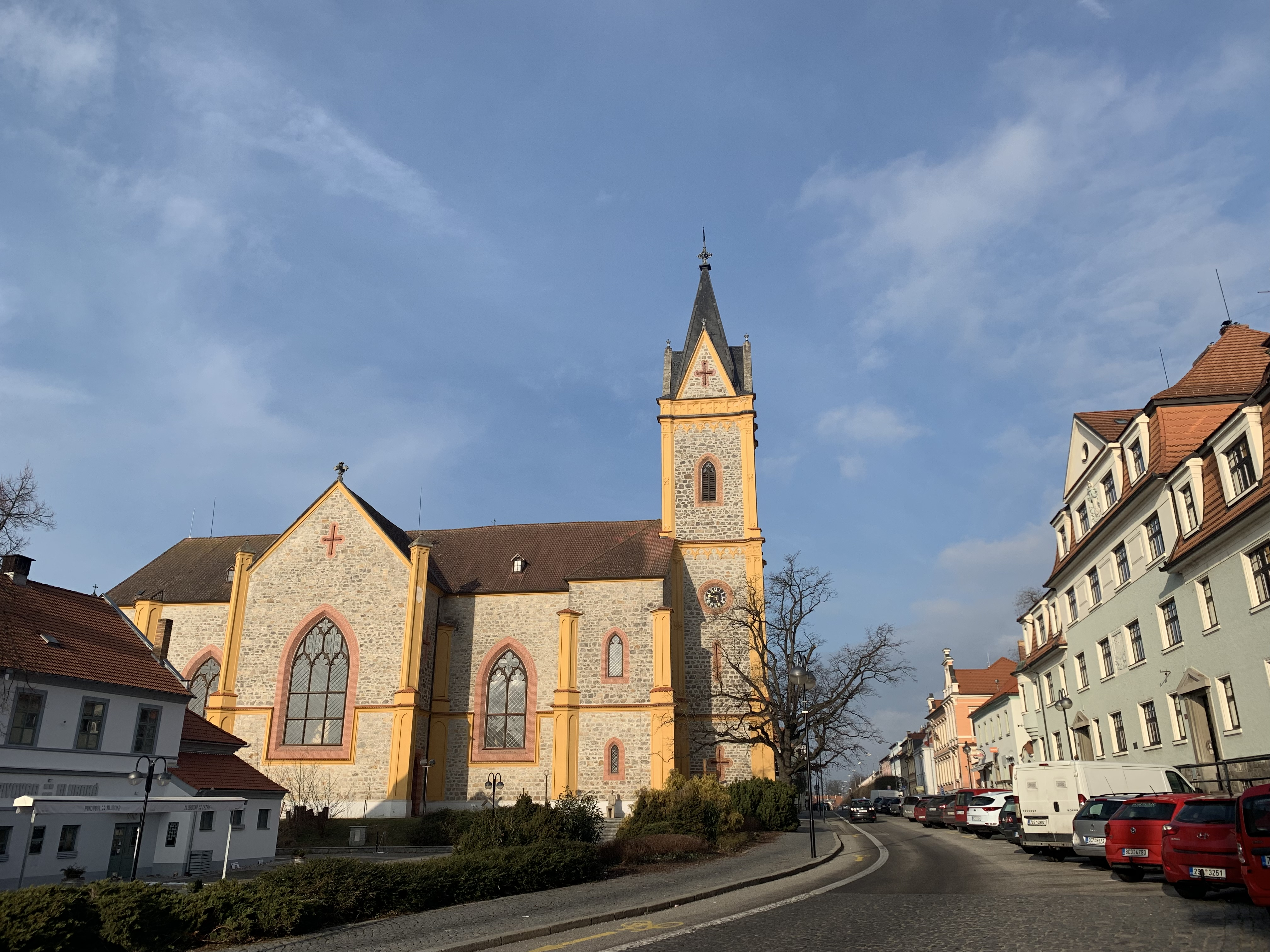
Église Saint-Jean Népomucène.
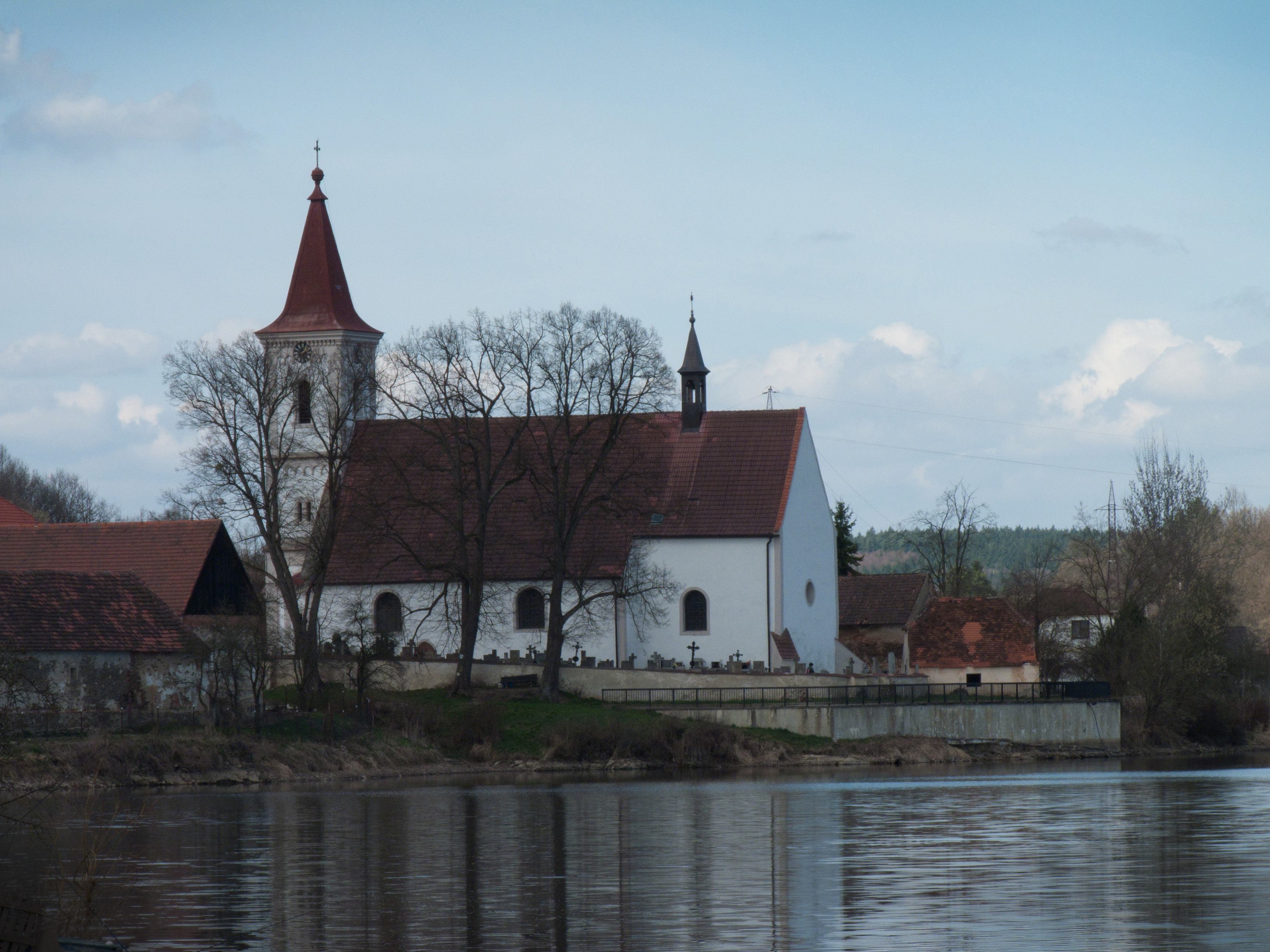
Église Saint-Georges à Purkarec.

## Transports
Par la route, Hluboká nad Vltavou se trouve à 12 km de České Budějovice et à 147 km de Prague.

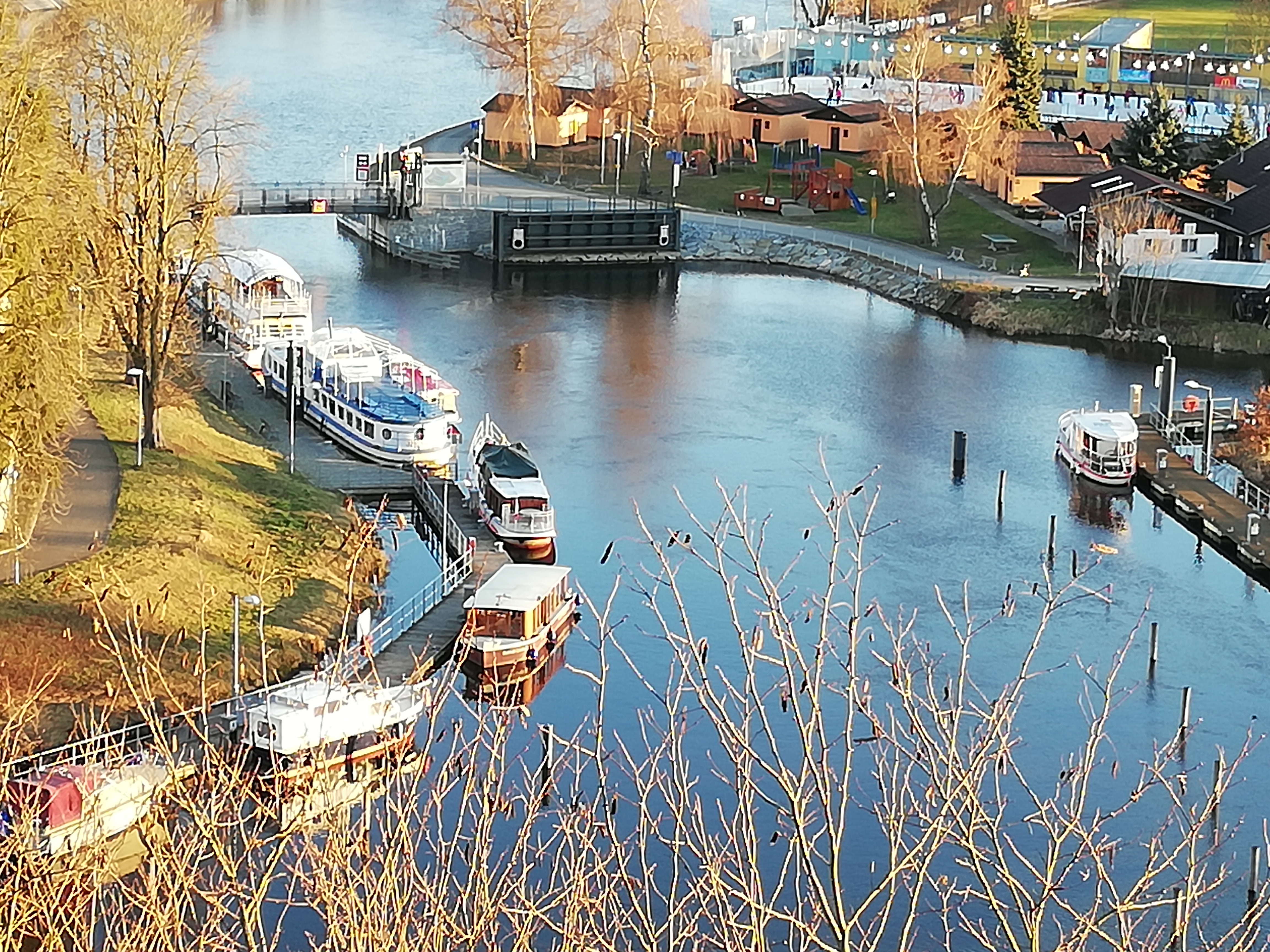
Port de plaisance sur la Vltava.
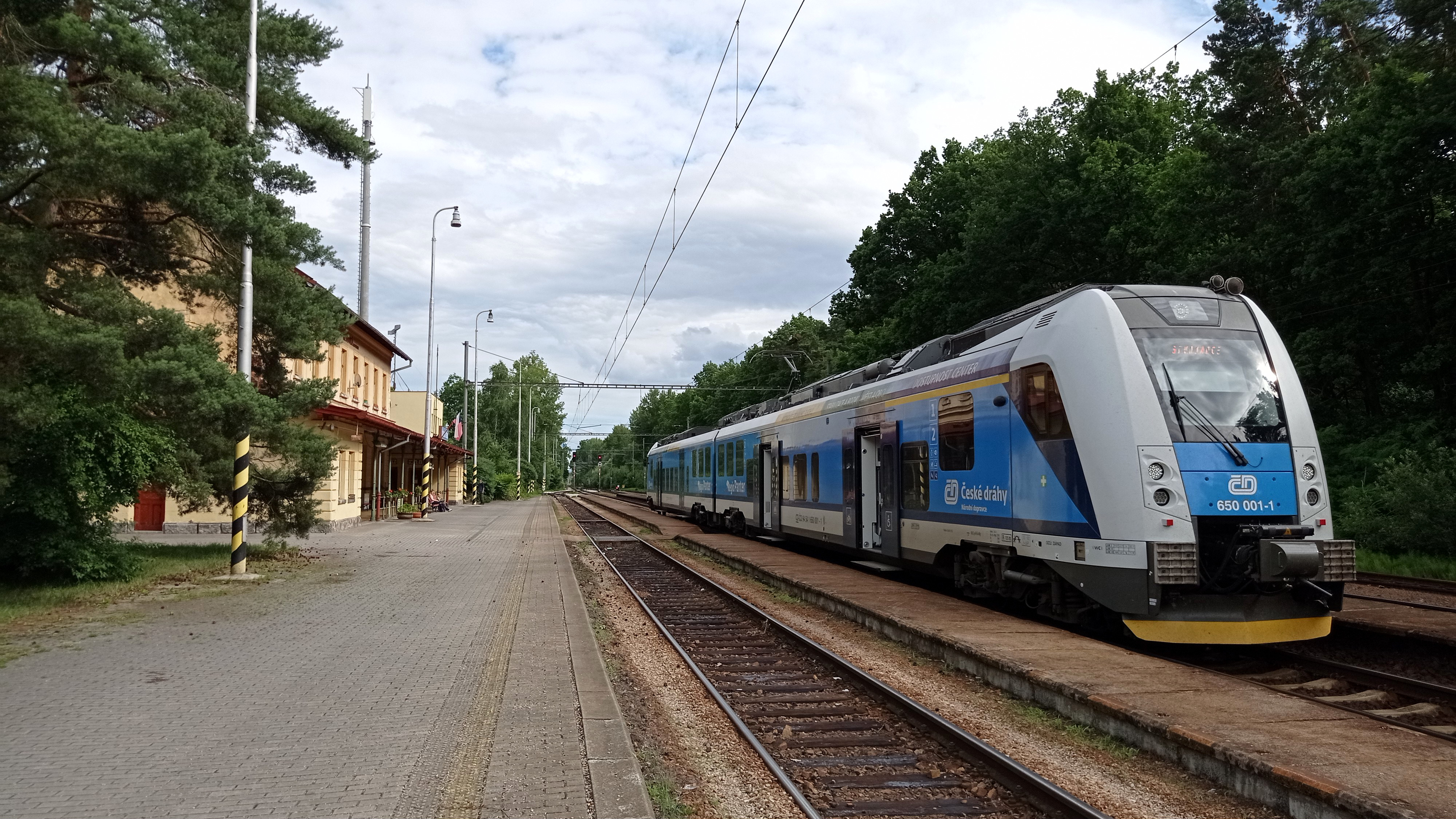
Gare ferroviaire.